# TAS2R38
TAS2R38 (англ. Taste 2 receptor member 38) – білок, який кодується однойменним геном, розташованим у людей на короткому плечі 7-ї хромосоми. Довжина поліпептидного ланцюга білка становить 333 амінокислот, а молекулярна маса — 37 892.
| 10         |  | 20         |  | 30         |  | 40         |  | 50         |
| ---------- |  | ---------- |  | ---------- |  | ---------- |  | ---------- |
| MLTLTRIRTV |  | SYEVRSTFLF |  | ISVLEFAVGF |  | LTNAFVFLVN |  | FWDVVKRQAL |
| SNSDCVLLCL |  | SISRLFLHGL |  | LFLSAIQLTH |  | FQKLSEPLNH |  | SYQAIIMLWM |
| IANQANLWLA |  | ACLSLLYCSK |  | LIRFSHTFLI |  | CLASWVSRKI |  | SQMLLGIILC |
| SCICTVLCVW |  | CFFSRPHFTV |  | TTVLFMNNNT |  | RLNWQIKDLN |  | LFYSFLFCYL |
| WSVPPFLLFL |  | VSSGMLTVSL |  | GRHMRTMKVY |  | TRNSRDPSLE |  | AHIKALKSLV |
| SFFCFFVISS |  | CAAFISVPLL |  | ILWRDKIGVM |  | VCVGIMAACP |  | SGHAAILISG |
| NAKLRRAVMT |  | ILLWAQSSLK |  | VRADHKADSR |  | TLC        |  |            |

A: Аланін

C: Цистеїн

D: Аспарагінова кислота

E: Глутамінова кислота

F: Фенілаланін

G: Гліцин

H: Гістидин

I: Ізолейцин

K: Лізин

L: Лейцин

M: Метіонін

N: Аспарагін

P: Пролін

Q: Глутамін

R: Аргінін

S: Серин

T: Треонін

V: Валін

W: Триптофан

Кодований геном білок за функціями належить до G-білокспряжених рецепторів, один зі смакових рецепторів, що відповідає за смак гіркого.
Локалізований у мембрані.
Алелі цього гена пов'язані з різною чутливістю людей до фенілтіокарбаміду.